# Nationwide (émission de télévision irlandaise)
Pour les articles homonymes, voir Nationwide.
 (décembre 2019).
Si vous disposez d'ouvrages ou d'articles de référence ou si vous connaissez des sites web de qualité traitant du thème abordé ici, merci de compléter l'article en donnant les références utiles à sa vérifiabilité et en les liant à la section « Notes et références ».
Nationwide est une émission télévisée irlandaise produite par RTÉ Cork et diffusée sur RTÉ One chaque lundi, mercredi et vendredi à 19 heures depuis 2000. Elle traite des évènements culturels en Irlande, le plus souvent hors de la capitale, Capital D lui servant de pendant dublinois. 